# Hurt (canção de Nine Inch Nails)
"Hurt" é uma canção da banda americana de rock industrial Nine Inch Nails do seu segundo álbum The Downward Spiral (1994), escrita e composta por Trent Reznor. Foi lançada em 17 de abril de 1995 como um single promocional. A música recebeu uma nomeação ao Grammy Award de "Melhor Canção de Rock" em 1996.
Em 2002, o músico americano Johnny Cash fez um cover da canção "Hurt" que acabou sendo um sucesso de público e crítica; foi o último hit de Cash antes de sua morte e o clipe que ele lançou junto com a música foi muito elogiado, inclusive pela revista NME que o listou como um dos melhores videoclipes de todos os tempos. Reznor elogiou a interpretação de Cash da sua canção por sua "sinceridade e significado", afirmando até que "a canção não era mais [dele]".

## Significado
A canção faz referências a automutilação e abuso de drogas (especificamente heroína), apesar de não haver um consenso sobre qual o real significado da letra da música. Alguns ouvintes interpretam a canção como uma nota de suicídio escrita pelo protagonista, como resultado de sua depressão, enquanto alguns descrevem como o difícil processo de encontrar uma razão para viver apesar da dor e da depressão e não tem muito a ver com a história narrada.

## Videoclipe
O clipe lançado da versão original de "Hurt" pelo Nine Inch Nails é uma performance ao vivo da banda executando a canção na cidade de Omaha, Nebraska em 13 de fevereiro de 1995 e pode ser encontrado no VHS Closure e no re-lançamento em DualDisc do The Downward Spiral. A versão do VHS de Closure difere daquela lançada na MTV. Além de conter o áudio sem censura, a edição de Closure mostra outros ângulos da plateia e da apresentação da banda.
Para filmar o vídeo, uma cortina é usada na frente da banda no palco, onde várias imagens são projetadas, como atrocidades de guerra, uma explosão nuclear, sobreviventes da Batalha de Stalingrado, uma cobra encarando a câmera e um filme em time-lapse de uma raposa se decompondo em reverso, adicionando um simbolismo visual a música. Uma luz é jogada em cima de Reznor para que ele pareça atrás da cortina.
Há também versões ao vivo oficiais lançados nos DVDs And All that Could Have Been e Beside You in Time. Cada versão tem instrumentos diferentes tocados por outros membros da banda nas suas respectivas eras.

## Versão ao vivo
Durante a turnê Dissonance de 1995, quando o Nine Inch Nails abriu shows para David Bowie, este cantou "Hurt" em um dueto com Reznor.
Já durante a turnê Fragility, Robin Finck tocava a melodia com uma guitarra acústica ao invés do piano.
Desde a turnê Live: With Teeth de 2005–06, Nine Inch Nails tem tocado "Hurt" em um estilo mais lento, com Reznor sozinho no teclado e no vocal, até que na parte final a banda entra junto com seus instrumentos.
Na turnê Lights In The Sky de 2008, a canção foi tocada na mesma forma que no CD, antes de retornar ao estilo lento na turnê Wave Goodbye de 2009.

## Na cultura pop
- A canção foi usada no episódio "The Wedding Squanchers", da segunda temporada do seriado Rick and Morty.[4]
- A versão cover de Johnny Cash foi usada no teaser trailer do filme Logan, de 2017.

## Faixas
- CD Single promocional nos EUA[5]

1. "Hurt" (versão quieta) (limpa) – 5:04
2. "Hurt" (versão ao vivo) (limpa) – 5:15
3. "Hurt" (versão do álbum) (limpa) – 6:16
4. "Hurt" (versão quieta) (sem censura) – 5:21
5. "Hurt" (versão ao vivo) (sem censura) – 5:15
6. "Hurt" (versão do álbum) (sem censura) – 6:13

## Pessoal
- Trent Reznor – vocais, guitarra, baixo, piano, sintetizador
- Chris Vrenna – bateria

## Tabelas musicais
| Paradas (2003)                                 | Melhor posição |
| ---------------------------------------------- | -------------- |
| Canadá (RPM Rock/Alternative)                  | 8              |
| Estados Unidos (Billboard Radio Songs)         | 54             |
| Estados Unidos (Billboard Alternative Airplay) | 8              |

## Versão de Johnny Cash
Em 2002, Johnny Cash fez um cover da canção para o seu disco American IV: The Man Comes Around. A fala "crown of shit" ("coroa de merda") foi mudada para "crown of thorns" ("Coroa de espinhos"). Isso foi feito não apenas para remover a profanidade da música, mas também para referenciar a Jesus Cristo e a devoção de Cash ao cristianismo. O single foi acompanhado por um clipe, mostrando imagens da vida de Cash, e foi dirigido por Mark Romanek, e recebeu uma nomeação de "Melhor Vídeo" no Grammy Awards e no CMA Awards, e foi eleito como um dos melhores clipes de todos os tempos pela revista NME, em julho de 2011. Um outro cover, da canção  "Personal Jesus" do Depeche Mode, foi lançado como lado-B.
A versão cover de Cash teve mais de 2 148 000 de downloads legais nos Estados Unidos até março de 2017.

### Contexto
Quando Reznor foi perguntado sobre o cover de Cash, Reznor afirmou que se sentia "lisonjeado". Ele também se tornou fã do clipe feito para a versão de Johnny Cash.

Eu comecei a ver o videoclipe e uaul... Lágrimas, silêncio, arrepios... Uaul. [Eu senti como] se eu tivesse perdido minha namorada, porque aquela canção não é mais minha... Realmente me fez pensar sobre quão poderoso a música é como um forma de arte. Eu escrevi umas palavras e a música no meu quarto como uma forma de ficar sã, sobre um lugar sombrio e desesperado em que eu estava, totalmente isolado e sozinho. [De alguma forma] isso acabou reinterpretado por uma lenda da música de uma era-gênero radicalmente diferente e ainda mantém a sinceridade e o significado – diferente, mas tão puro quanto.

### Videoclipe
O vídeo da versão de Cash foi dirigido por um velho colaborador do NIN, Mark Romanek, que afirmou tentar capturar a essência de Cash, tanto na sua juventude quanto na velhice. Em uma montagem de imagens de Cash nos seus primeiros anos, é exibido uma série de fotos de flores em diferentes estágios de apodrecimento, que parece tentar capturar o passado e a cruel realidade do presente. De acordo com o professor de literatura Leigh H. Edwards, o clipe mostra "os temas paradoxais do próprio Cash".
Romanek disse isso a respeito de focar no museu "Casa de Cash" em Nashville:
Estava fechada fazia muito tempo; o lugar estava em tal estado de abandono. Foi ai que tive a ideia de que talvez poderíamos ser extremamente sinceros a respeito do estado de saúde de Johnny, o quão sincero quanto Johnny sempre foi em suas canções.
Com cerca de 71 anos de idade na época da filmagem (em fevereiro de 2003), Cash tinha problemas sérios de saúde e sua fragilidade está evidente no vídeo. Ele viria a falecer sete meses depois, a 12 de setembro; sua esposa, June Carter Cash, que também participa do clipe (ela é mostrada olhando para o marido em duas sequências), morreu três meses após a filmagem, em 15 de maio, muito perto da morte do marido.
Em julho de 2011, o videoclipe foi nomeado como um dos "30 Melhores Clipes Musicais de Todos os Tempos" pela revista Time. A NME deu igual honra ao clipe desta canção.
A casa onde Cash gravou o clipe de "Hurt" era o lar dele nos últimos 30 anos de sua vida, que foi destruída em um incêndio em 10 de abril de 2007.

### Na cultura popular
- A versão de Johnny Cash apareceu em vários filmes, documentários e shows de TV, incluindo Colombiana, Criminal Minds, Smallville, Inside I'm Dancing,[21] Person of Interest e Why We Fight,[22] além de aparecer em alguns trailers, como no filme Logan.[23] James Mangold, o diretor deste longa, tinha dirigido também o filme autobiográfico de Johnny Cash, Walk the Line.
- ITV Sport usou esta versão numa montagem de saída da Inglaterra do campeonato UEFA Euro 2004 após o time perder nos pênaltis para Portugal. Uma das cenas da montagem mostra David Beckham visivelmente abalado e emocionado por não ter conseguido jogar devido a um machucado sofrido durante o jogo, estando em lágrimas em um momento.[24]
- Sky Sports também usou uma parte desta versão numa montagem sobre o campeonato mundial de Test cricket (2013–14) após a derrota da Inglaterra por 5 a 0 diante da Austrália.[25]
- Durante a edição de 14 de novembro de 2005 do programa WWE Raw, a WWE usou esta canção numa montagem em tributo a Eddie Guerrero após sua morte naquele ano.[26]

### Prêmios
- O cover de Johnny Cash ganhou o prêmio da Country Music Association de "Single do Ano" em 2003. O canal de TV CMT o colocou, em 2003, em primeiro lugar na lista dos 100 Maiores Videoclipes de Country do ano, enquanto o canal M3 colocou no primeiro lugar dos Top 40 Videos mais memoráveis, em outubro de 2007. Em março de 2016, o single estava em nono lugar na lista "Melhores Singles da Década de 2000".[27] A versão de Cash também entrou nas paradas de sucesso da Billboard Modern Rock Tracks, ficando na 33ª posição em 2003. Em junho de 2009, a canção foi votada pela UpVenue como o "melhor cover".[28]
- "Hurt" foi nomeado para seis prêmios no MTV Video Music Awards de 2003, ganhando na categoria 'Melhor Cinematografia'. Com o clipe, Johnny Cash se tornou o artista mais velho a ser nomeado ao prêmio.[29] Justin Timberlake, que ganhou a premiação de 'Melhor Vídeo por Artista masculino' com "Cry Me a River", disse que o prêmio, na verdade, tinha que ter sido dado a Cash.[30]
- O clipe venceu o Grammy Award para Melhor Videoclipe em 2004.
- Em julho de 2009, a versão da canção por Cash foi votada como a nº 60 na lista Triple J's Hottest 100 das melhores de todos os tempos na Austrália.
- A revista Rolling Stone ranqueou a versão de "Hurt" por Johnny Cash como a 15ª na lista das "50 melhores canções da década".
- Em maio de 2010, "Hurt" foi votado como o quinto videoclipe mais influente de todos os tempos pelo site MySpace.[31]
- O canal musical CMT ranqueou esta música como a segunda melhor na sua lista de "Canções da Década".
- Em outubro de 2011, a NME colocou esta versão na sua lista das "150 Melhores Faixas dos Últimos 15 Anos".[32]

### Faixas
- European CD single

1. "Hurt" – 3:38
2. "Personal Jesus" – 3:21
3. "Wichita Lineman" – 3:06
4. "Hurt" (vídeo)

### Tabelas musicais
| Paradas (2003)                                 | Melhor posição |
| ---------------------------------------------- | -------------- |
| Irlanda (IRMA)                                 | 25             |
| Estados Unidos (Billboard Alternative Airplay) | 33             |
| Estados Unidos (Billboard Hot Country Songs)   | 56             |
| Reino Unido (UK Singles Chart)                 | 39             |

| Paradas (2006)     | Melhor posição |
| ------------------ | -------------- |
| Noruega (VG-lista) | 8              |

| Paradas (2016)                   | Melhor posição |
| -------------------------------- | -------------- |
| Austrália (ARIA)                 | 66             |
| Escócia (Scottish Singles Chart) | 33             |
| França (SNEP)                    | 52             |

## Outras versões cover
- Leona Lewis fez um cover da canção para o EP dela de 2011, intitulado Hurt: The EP.
- O dueto 2Cellos lançou uma versão da canção no seu trabalho autointitulado de 2011, baseado na versão de Johnny Cash.[41]
- A banda Sevendust fez um cover da canção que foi gravado no seu álbum ao vivo de 2004, intitulado Southside Double-Wide: Acoustic Live.[42]
- Gregorian lançou um cover inspirado no canto gregoriano no seu álbum de 2004, The Dark Side.[43]
- Eddie Vedder fez um cover ao vivo da canção num show em 2008.[44]